# Río Risle
El río Risle  (o Rille) es un río de Francia, último afluente por la izquierda del Sena. Nace en el departamento del Orne y desemboca en el Sena en su estuario, tras un curso de 144 km. Su cuenca comprende 2.310 km².
Riega los departamentos franceses de Orne y Eure. Comparte con el cercano Iton la característica peculiar de desaparecer bajo el suelo durante algunos kilómetros de su curso, debido al terreno kárstico. Su recorrido pasa por l’Aigle y Pont-Audemer.
Su afluente más importante es el Charentonne.